# Завещание Сталина
«Завещание Сталина» — российский художественный фильм.

## Сюжет
От умирающего отца, бывшего телохранителем Сталина, адвокат Иван Сташков узнает о бесценной реликвии, которую тот хранил многие годы. Это неизвестное завещание Сталина, попавшее в руки охранника. Подделав документ, он объявляет себя незаконнорождённым сыном Иосифа Виссарионовича. У самозванца появляется множество сторонников, он выдвигается кандидатом в Президенты России.

## В ролях
| Актёр                  | Роль                           |
| ---------------------- | ------------------------------ |
| Алексей Жарков         | Иван Сташков                   |
| Пётр Зайченко          | генерал, кандидат в президенты |
| Оксана Арбузова        | Женя                           |
| Сергей Габриэлян       | Виктор Кудряшов                |
| Валерий Сторожик       | Кирилл                         |
| Мария Виноградова      | фанатичная старушка            |
| Вадим Захарченко       | отец Сташкова                  |
| Любовь Соколова        | Полина, мать Сташкова          |
| Арнис Лицитис          | Павел Янович                   |
| Георгий Саакян         | Сталин                         |
| Андрей Караулов        | интервьюер                     |
| Татьяна Кравченко      | коммунистка                    |
| Вадим Андреев          | полковник милиции              |
| Анастасия Вознесенская | Вера Семёновна                 |

## Съёмочная группа
- Автор сценария: Анатолий Шайкевич
- Режиссёр: Михаил Туманишвили
- Продюсер: Михаил Литвак
- Оператор: Валерий Шувалов
- Художник: Олег Краморенко